# Semaine internationale Coppi et Bartali 2016
La 31e édition de la Semaine internationale Coppi et Bartali a eu lieu du 24 au 27 mars 2016. La course fait partie du calendrier UCI Europe Tour 2016 en catégorie 2.1. C'est également la cinquième épreuve de la Coupe d'Italie de cyclisme sur route 2016.
L'épreuve a été remportée par le Russe Sergey Firsanov (Gazprom-RusVelo), vainqueur de la deuxième étape, qui s'impose respectivement trois et 19 secondes devant les Italiens Mauro Finetto (Unieuro Wilier) et Gianni Moscon (Sky).
Mauro Finetto s'adjuge le classement par points tandis que Sergey Firsanov gagne celui de la montagne. Le Colombien Egan Bernal (Androni Giocattoli-Sidermec) termine meilleur jeune et la formation britannique Sky finit meilleure équipe.

## Présentation

### Équipes
Classée en catégorie 2.1 de l'UCI Europe Tour, la Semaine internationale Coppi et Bartali est par conséquent ouverte aux WorldTeams dans la limite de 50 % des équipes participantes, aux équipes continentales professionnelles, aux équipes continentales et aux équipes nationales.
Vingt-cinq équipes participent à cette Semaine internationale Coppi et Bartali - une WorldTeam, six équipes continentales professionnelles, dix-sept équipes continentales et une équipe nationale :
| UCI WorldTeam   | UCI WorldTeam | UCI WorldTeam |
| Nom de l'équipe | Pays          | Code          |
| --------------- | ------------- | ------------- |
| Sky             | Royaume-Uni   | SKY           |

| Équipes continentales professionnelles | Équipes continentales professionnelles | Équipes continentales professionnelles |
| Nom de l'équipe                        | Pays                                   | Code                                   |
| -------------------------------------- | -------------------------------------- | -------------------------------------- |
| Androni Giocattoli-Sidermec            | Italie                                 | AND                                    |
| Bardiani CSF                           | Italie                                 | BAR                                    |
| Gazprom-RusVelo                        | Russie                                 | GAZ                                    |
| Nippo-Vini Fantini                     | Italie                                 | NIP                                    |
| Southeast-Venezuela                    | Italie                                 | STH                                    |
| Topsport Vlaanderen-Baloise            | Belgique                               | TSV                                    |

| Équipes continentales      | Équipes continentales | Équipes continentales |
| Nom de l'équipe            | Pays                  | Code                  |
| -------------------------- | --------------------- | --------------------- |
| Adria Mobil                | Slovénie              | ADR                   |
| Amore & Vita-Selle SMP     | Ukraine               | AMO                   |
| Christina Jewelry          | Allemagne             | SGT                   |
| Cycling Academy            | Israël                | CAT                   |
| D'Amico Bottecchia         | Italie                | AZT                   |
| Dimension Data-Qhubeka     | Afrique du Sud        | DDC                   |
| GM Europa Ovini            | Italie                | GME                   |
| Kolss-BDC                  | Ukraine               | KLS                   |
| Meridiana Kamen            | Croatie               | MKT                   |
| Norda-MG.Kvis              | Italie                | NMG                   |
| Rally                      | États-Unis            | RLY                   |
| Skydive Dubai-Al Ahli Club | Émirats arabes unis   | SKD                   |
| Synergy Baku Project       | Azerbaïdjan           | BCP                   |
| Tirol                      | Autriche              | TIR                   |
| Trefor                     | Danemark              | TTF                   |
| Unieuro Wilier             | Italie                | UNI                   |
| Wiggins                    | Royaume-Uni           | WGN                   |

| Équipe nationale          | Équipe nationale | Équipe nationale |
| Nom de l'équipe           | Pays             | Code             |
| ------------------------- | ---------------- | ---------------- |
| Équipe nationale d'Italie | Italie           | ITA              |

## Étapes
| Étape       | Date    | Villes étapes                               | type                         | Distance (km) | Vainqueur d'étape | Leader du classement général |
| ----------- | ------- | ------------------------------------------- | ---------------------------- | ------------- | ----------------- | ---------------------------- |
| 1re a étape | 24 mars | Gatteo – Gatteo                             | étape vallonnée              | 95,9          | Manuel Belletti   | Manuel Belletti              |
| 1re b étape | 24 mars | Gatteo a Mare – Gatteo                      | contre-la-montre par équipes | 13,3          | Gazprom-RusVelo   | Artur Ershov                 |
| 2e étape    | 25 mars | Riccione – Sogliano al Rubicone             | étape de moyenne montagne    | 146,6         | Sergey Firsanov   | Sergey Firsanov              |
| 3e étape    | 26 mars | Calderara di Reno – Crevalcore              | étape de plaine              | 159,8         | Jakub Mareczko    | Sergey Firsanov              |
| 4e étape    | 27 mars | Pavullo nel Frignano – Pavullo nel Frignano | étape de moyenne montagne    | 163,6         | Stefano Pirazzi   | Sergey Firsanov              |

## Déroulement de la course

### 1rea étape
| Classement de l'étape | Classement de l'étape | Classement de l'étape | Classement de l'étape     | Classement de l'étape |
|                       | Coureur               | Pays                  | Équipe                    | Temps                 |
| --------------------- | --------------------- | --------------------- | ------------------------- | --------------------- |
| 1er                   | Manuel Belletti       | Italie                | Southeast-Venezuela       | en 2 h 14 min 17 s    |
| 2e                    | Matteo Pelucchi       | Italie                | Équipe nationale d'Italie | m.t                   |
| 3e                    | Mattia Gavazzi        | Italie                | Amore & Vita-Selle SMP    | m.t                   |
| 4e                    | Danny van Poppel      | Pays-Bas              | Sky                       | m.t                   |
| 5e                    | Paolo Simion          | Italie                | Bardiani CSF              | m.t                   |
| 6e                    | Filippo Fortin        | Italie                | GM Europa Ovini           | m.t                   |
| 7e                    | Davide Plebani        | Italie                | Unieuro Wilier            | m.t                   |
| 8e                    | Andrea Fedi           | Italie                | Southeast-Venezuela       | m.t                   |
| 9e                    | Michele Scartezzini   | Italie                | Norda-MG.Kvis             | m.t                   |
| 10e                   | Ioánnis Tamourídis    | Grèce                 | Synergy Baku Project      | m.t                   |
| modifier              |                       |                       |                           |                       |

| Classement général | Classement général  | Classement général | Classement général        | Classement général |
|                    | Coureur             | Pays               | Équipe                    | Temps              |
| ------------------ | ------------------- | ------------------ | ------------------------- | ------------------ |
| 1er                | Manuel Belletti     | Italie             | Southeast-Venezuela       | en 2 h 14 min 11 s |
| 2e                 | Matteo Pelucchi     | Italie             | Équipe nationale d'Italie | + 2 s              |
| 3e                 | Mattia Gavazzi      | Italie             | Amore & Vita-Selle SMP    | + 4 min            |
| 4e                 | Danny van Poppel    | Pays-Bas           | Sky                       | + 6 s              |
| 5e                 | Paolo Simion        | Italie             | Bardiani CSF              | + 6 s              |
| 6e                 | Filippo Fortin      | Italie             | GM Europa Ovini           | + 6 s              |
| 7e                 | Davide Plebani      | Italie             | Unieuro Wilier            | + 6 s              |
| 8e                 | Andrea Fedi         | Italie             | Southeast-Venezuela       | + 6 s              |
| 9e                 | Michele Scartezzini | Italie             | Norda-MG.Kvis             | + 6 s              |
| 10e                | Ioánnis Tamourídis  | Grèce              | Synergy Baku Project      | + 6 s              |
| modifier           |                     |                    |                           |                    |

### 1reb étape
| Classement de l'étape | Classement de l'étape         | Classement de l'étape | Classement de l'étape |
|                       | Équipe                        | Pays                  | Temps                 |
| --------------------- | ----------------------------- | --------------------- | --------------------- |
| 1re                   | Gazprom-RusVelo A             | Russie                | en 15 min 14 s        |
| 2e                    | Rally B                       | États-Unis            | + 12 s                |
| 3e                    | Unieuro Wilier A              | Italie                | + 13 s                |
| 4e                    | Southeast-Venezuela A         | Italie                | + 17 s                |
| 5e                    | Équipe nationale d'Italie A   | Italie                | + 18 s                |
| 6e                    | Androni Giocattoli-Sidermec A | Italie                | + 18 s                |
| 7e                    | Trefor A                      | Danemark              | + 18 s                |
| 8e                    | Sky B                         | Royaume-Uni           | + 19 s                |
| 9e                    | Rally A                       | États-Unis            | + 20 s                |
| 10e                   | Sky A                         | Royaume-Uni           | + 21 s                |
| modifier              |                               |                       |                       |

| Classement général | Classement général | Classement général | Classement général  | Classement général |
|                    | Coureur            | Pays               | Équipe              | Temps              |
| ------------------ | ------------------ | ------------------ | ------------------- | ------------------ |
| 1er                | Artur Ershov       | Russie             | Gazprom-RusVelo     | en 2 h 29 min 34 s |
| 2e                 | Artem Ovechkin     | Russie             | Gazprom-RusVelo     | + 0 s              |
| 3e                 | Davide Plebani     | Italie             | Unieuro Wilier      | + 10 s             |
| 4e                 | Jesse Anthony      | États-Unis         | Rally               | + 12 s             |
| 5e                 | Mauro Finetto      | Italie             | Unieuro Wilier      | + 13 s             |
| 6e                 | Andrea Fedi        | Italie             | Southeast-Venezuela | + 14 s             |
| 7e                 | Danny Pate         | États-Unis         | Rally               | + 16 s             |
| 8e                 | Danny van Poppel   | Pays-Bas           | Sky                 | + 16 s             |
| 9e                 | Matteo Busato      | Italie             | Southeast-Venezuela | + 17 s             |
| 10e                | Julen Amézqueta    | Espagne            | Southeast-Venezuela | + 17 s             |
| modifier           |                    |                    |                     |                    |

### 2eétape
| Classement de l'étape | Classement de l'étape | Classement de l'étape | Classement de l'étape  | Classement de l'étape |
|                       | Coureur               | Pays                  | Équipe                 | Temps                 |
| --------------------- | --------------------- | --------------------- | ---------------------- | --------------------- |
| 1er                   | Sergey Firsanov       | Russie                | Gazprom-RusVelo        | en 3 h 51 min 51 s    |
| 2e                    | Mauro Finetto         | Italie                | Unieuro Wilier         | + 15 s                |
| 3e                    | Gianni Moscon         | Italie                | Sky                    | + 17 s                |
| 4e                    | Antonio Santoro       | Italie                | Meridiana Kamen        | + 18 s                |
| 5e                    | Giulio Ciccone        | Italie                | Bardiani CSF           | + 18 s                |
| 6e                    | Andrea Fedi           | Italie                | Southeast-Venezuela    | + 21 s                |
| 7e                    | Pierpaolo Ficara      | Italie                | Amore & Vita-Selle SMP | + 21 s                |
| 8e                    | Sebastián Henao       | Colombie              | Sky                    | + 28 s                |
| 9e                    | Stefano Pirazzi       | Italie                | Bardiani CSF           | + 28 s                |
| 10e                   | Domen Novak           | Slovénie              | Adria Mobil            | + 39 s                |
| modifier              |                       |                       |                        |                       |

| Classement général | Classement général | Classement général | Classement général          | Classement général |
|                    | Coureur            | Pays               | Équipe                      | Temps              |
| ------------------ | ------------------ | ------------------ | --------------------------- | ------------------ |
| 1er                | Sergey Firsanov    | Russie             | Gazprom-RusVelo             | en 6 h 21 min 40 s |
| 2e                 | Mauro Finetto      | Italie             | Unieuro Wilier              | + 7 s              |
| 3e                 | Gianni Moscon      | Italie             | Sky                         | + 19 s             |
| 4e                 | Andrea Fedi        | Italie             | Southeast-Venezuela         | + 20 s             |
| 5e                 | Sebastián Henao    | Colombie           | Sky                         | + 34 s             |
| 6e                 | Giulio Ciccone     | Italie             | Bardiani CSF                | + 38 s             |
| 7e                 | Matteo Busato      | Italie             | Southeast-Venezuela         | + 41 s             |
| 8e                 | Rinaldo Nocentini  | Italie             | Équipe nationale d'Italie   | + 45 s             |
| 9e                 | Rodolfo Torres     | Colombie           | Androni Giocattoli-Sidermec | + 45 s             |
| 10e                | Stefano Pirazzi    | Italie             | Bardiani CSF                | + 48 s             |
| modifier           |                    |                    |                             |                    |

### 3eétape
| Classement de l'étape | Classement de l'étape | Classement de l'étape | Classement de l'étape       | Classement de l'étape |
|                       | Coureur               | Pays                  | Équipe                      | Temps                 |
| --------------------- | --------------------- | --------------------- | --------------------------- | --------------------- |
| 1er                   | Jakub Mareczko        | Italie                | Southeast-Venezuela         | en 3 h 34 min 0 s     |
| 2e                    | Mattia Gavazzi        | Italie                | Amore & Vita-Selle SMP      | m.t                   |
| 3e                    | Ioánnis Tamourídis    | Grèce                 | Synergy Baku Project        | m.t                   |
| 4e                    | Francesco Chicchi     | Italie                | Androni Giocattoli-Sidermec | m.t                   |
| 5e                    | Marco Maronese        | Italie                | Équipe nationale d'Italie   | m.t                   |
| 6e                    | Daniele Colli         | Italie                | Nippo-Vini Fantini          | m.t                   |
| 7e                    | Matteo Pelucchi       | Italie                | Équipe nationale d'Italie   | m.t                   |
| 8e                    | Filippo Fortin        | Italie                | GM Europa Ovini             | m.t                   |
| 9e                    | Michele Viola         | Italie                | Meridiana Kamen             | m.t                   |
| 10e                   | Marco Frapporti       | Italie                | Androni Giocattoli-Sidermec | m.t                   |
| modifier              |                       |                       |                             |                       |

| Classement général | Classement général | Classement général | Classement général          | Classement général |
|                    | Coureur            | Pays               | Équipe                      | Temps              |
| ------------------ | ------------------ | ------------------ | --------------------------- | ------------------ |
| 1er                | Sergey Firsanov    | Russie             | Gazprom-RusVelo             | en 9 h 55 min 40 s |
| 2e                 | Mauro Finetto      | Italie             | Unieuro Wilier              | + 7 s              |
| 3e                 | Gianni Moscon      | Italie             | Sky                         | + 19 s             |
| 4e                 | Andrea Fedi        | Italie             | Southeast-Venezuela         | + 20 s             |
| 5e                 | Sebastián Henao    | Colombie           | Sky                         | + 34 s             |
| 6e                 | Giulio Ciccone     | Italie             | Bardiani CSF                | + 38 s             |
| 7e                 | Matteo Busato      | Italie             | Southeast-Venezuela         | + 41 s             |
| 8e                 | Rinaldo Nocentini  | Italie             | Équipe nationale d'Italie   | + 45 s             |
| 9e                 | Rodolfo Torres     | Colombie           | Androni Giocattoli-Sidermec | + 45 s             |
| 10e                | Stefano Pirazzi    | Italie             | Bardiani CSF                | + 48 s             |
| modifier           |                    |                    |                             |                    |

### 4eétape
| Classement de l'étape | Classement de l'étape | Classement de l'étape | Classement de l'étape       | Classement de l'étape |
|                       | Coureur               | Pays                  | Équipe                      | Temps                 |
| --------------------- | --------------------- | --------------------- | --------------------------- | --------------------- |
| 1er                   | Stefano Pirazzi       | Italie                | Bardiani CSF                | en 4 h 19 min 1 s     |
| 2e                    | Clemens Fankhauser    | Autriche              | Tirol                       | + 16 s                |
| 3e                    | Mauro Finetto         | Italie                | Unieuro Wilier              | + 17 s                |
| 4e                    | Gianni Moscon         | Italie                | Sky                         | + 17 s                |
| 5e                    | Matteo Busato         | Italie                | Southeast-Venezuela         | + 17 s                |
| 6e                    | Eliot Lietaer         | Belgique              | Topsport Vlaanderen-Baloise | + 17 s                |
| 7e                    | Sergey Firsanov       | Russie                | Gazprom-RusVelo             | + 17 s                |
| 8e                    | Rinaldo Nocentini     | Italie                | Équipe nationale d'Italie   | + 17 s                |
| 9e                    | Danilo Celano         | Italie                | Amore & Vita-Selle SMP      | + 17 s                |
| 10e                   | Giulio Ciccone        | Italie                | Bardiani CSF                | + 17 s                |
| modifier              |                       |                       |                             |                       |

## Classements finals

### Classement général final
| Classement général final | Classement général final | Classement général final | Classement général final    | Classement général final |
|                          | Coureur                  | Pays                     | Équipe                      | Temps                    |
| ------------------------ | ------------------------ | ------------------------ | --------------------------- | ------------------------ |
| 1er                      | Sergey Firsanov          | Russie                   | Gazprom-RusVelo             | en 14 h 14 min 58 s      |
| 2e                       | Mauro Finetto            | Italie                   | Unieuro Wilier              | + 3 s                    |
| 3e                       | Gianni Moscon            | Italie                   | Sky                         | + 19 s                   |
| 4e                       | Stefano Pirazzi          | Italie                   | Bardiani CSF                | + 21 s                   |
| 5e                       | Sebastián Henao          | Colombie                 | Sky                         | + 34 s                   |
| 6e                       | Giulio Ciccone           | Italie                   | Bardiani CSF                | + 38 s                   |
| 7e                       | Matteo Busato            | Italie                   | Southeast-Venezuela         | + 41 s                   |
| 8e                       | Rinaldo Nocentini        | Italie                   | Équipe nationale d'Italie   | + 45 s                   |
| 9e                       | Eliot Lietaer            | Belgique                 | Topsport Vlaanderen-Baloise | + 49 s                   |
| 10e                      | Rodolfo Torres           | Colombie                 | Androni Giocattoli-Sidermec | + 54 s                   |
| modifier                 |                          |                          |                             |                          |

### Classements annexes
| Classement par points | Classement par points | Classement par points | Classement par points | Classement par points |
| --------------------- | --------------------- | --------------------- | --------------------- | --------------------- |
|                       | Coureur               | Pays                  | Équipe                | Point(s)              |
| 1er                   | Mauro Finetto         | Italie                | Unieuro Wilier        | 14 points             |
| 2e                    | Sergey Firsanov       | Russie                | Gazprom-RusVelo       | 12 pts                |
| 3e                    | Gianni Moscon         | Italie                | Sky                   | 11 pts                |
| modifier              |                       |                       |                       |                       |

| Classement de la montagne | Classement de la montagne | Classement de la montagne | Classement de la montagne | Classement de la montagne |
| ------------------------- | ------------------------- | ------------------------- | ------------------------- | ------------------------- |
|                           | Coureur                   | Pays                      | Équipe                    | Point(s)                  |
| 1er                       | Sergey Firsanov           | Russie                    | Gazprom-RusVelo           | 29 points                 |
| 2e                        | Kirill Sveshnikov         | Russie                    | Gazprom-RusVelo           | 18 pts                    |
| 3e                        | Vitaliy Buts              | Ukraine                   | Kolss-BDC                 | 15 pts                    |
| modifier                  |                           |                           |                           |                           |

| Classement du meilleur jeune | Classement du meilleur jeune | Classement du meilleur jeune | Classement du meilleur jeune | Classement du meilleur jeune |
|                              | Coureur                      | Pays                         | Équipe                       | Temps                        |
| ---------------------------- | ---------------------------- | ---------------------------- | ---------------------------- | ---------------------------- |
| 1er                          | Egan Bernal                  | Colombie                     | Androni Giocattoli-Sidermec  | en 14 h 16 min 42 s          |
| 2e                           | Domen Novak                  | Slovénie                     | Adria Mobil                  | + 4 s                        |
| 3e                           | Daniel Martínez              | Colombie                     | Southeast-Venezuela          | + 1 min 23 s                 |
| modifier                     |                              |                              |                              |                              |

| Classement par équipes | Classement par équipes      | Classement par équipes | Classement par équipes |
|                        | Équipe                      | Pays                   | Temps                  |
| ---------------------- | --------------------------- | ---------------------- | ---------------------- |
| 1re                    | Sky                         | Royaume-Uni            | en 42 h 31 min 8 s     |
| 2e                     | Bardiani CSF                | Italie                 | + 2 min 41 s           |
| 3e                     | Androni Giocattoli-Sidermec | Italie                 | + 5 min 10 s           |
| modifier               |                             |                        |                        |

### Classement du Challenge Emilia Romagna Beghelli

#### Classement individuel
| Top dix du Challenge Emilia Romagna Beghelli à l'issue de la 1re manche | Top dix du Challenge Emilia Romagna Beghelli à l'issue de la 1re manche | Top dix du Challenge Emilia Romagna Beghelli à l'issue de la 1re manche | Top dix du Challenge Emilia Romagna Beghelli à l'issue de la 1re manche | Top dix du Challenge Emilia Romagna Beghelli à l'issue de la 1re manche |
| ----------------------------------------------------------------------- | ----------------------------------------------------------------------- | ----------------------------------------------------------------------- | ----------------------------------------------------------------------- | ----------------------------------------------------------------------- |
|                                                                         | Coureur                                                                 | Pays                                                                    | Équipe                                                                  | Point(s)                                                                |
| 1er                                                                     | Sergey Firsanov                                                         | Russie                                                                  | Gazprom-RusVelo                                                         | 13 points                                                               |
| 2e                                                                      | Mauro Finetto                                                           | Italie                                                                  | Unieuro Wilier                                                          | 12 pts                                                                  |
| 3e                                                                      | Mattia Gavazzi                                                          | Italie                                                                  | Amore & Vita-Selle SMP                                                  | 7 pts                                                                   |
| 4e                                                                      | Gianni Moscon                                                           | Italie                                                                  | Sky                                                                     | 7 pts                                                                   |
| 5e                                                                      | Manuel Belletti                                                         | Italie                                                                  | Southeast-Venezuela                                                     | 5 pts                                                                   |
| 6e                                                                      | Jakub Mareczko                                                          | Italie                                                                  | Southeast-Venezuela                                                     | 5 pts                                                                   |
| 7e                                                                      | Stefano Pirazzi                                                         | Italie                                                                  | Bardiani CSF                                                            | 5 pts                                                                   |
| 8e                                                                      | Clemens Fankhauser                                                      | Autriche                                                                | Tirol                                                                   | 4 pts                                                                   |
| 9e                                                                      | Matteo Pelucchi                                                         | Italie                                                                  | IAM                                                                     | 4 pts                                                                   |
| 10e                                                                     | Ioánnis Tamourídis                                                      | Grèce                                                                   | Synergy Baku Project                                                    | 3 pts                                                                   |
| modifier                                                                |                                                                         |                                                                         |                                                                         |                                                                         |

#### Classement par équipes
| \| \| Top sept du Challenge Emilia Romagna Beghelli à l'issue de la 1re manche[17] \| | \| \| Top sept du Challenge Emilia Romagna Beghelli à l'issue de la 1re manche[17] \| | \| \| Top sept du Challenge Emilia Romagna Beghelli à l'issue de la 1re manche[17] \| | \| \| Top sept du Challenge Emilia Romagna Beghelli à l'issue de la 1re manche[17] \| |
| ------------------------------------------------------------------------------------- | ------------------------------------------------------------------------------------- | ------------------------------------------------------------------------------------- | ------------------------------------------------------------------------------------- |
|                                                                                       | Équipe                                                                                | Pays                                                                                  | Point(s)                                                                              |
| 1                                                                                     | Sky                                                                                   | Royaume-Uni                                                                           | 16                                                                                    |
| 2                                                                                     | Bardiani CSF                                                                          | Italie                                                                                | 13                                                                                    |
| 3                                                                                     | Androni Giocattoli-Sidermec                                                           | Italie                                                                                | 10                                                                                    |
| 4                                                                                     | Gazprom-RusVelo                                                                       | Russie                                                                                | 7                                                                                     |
| 4                                                                                     | Southeast-Venezuela                                                                   | Italie                                                                                | 7                                                                                     |
| 6                                                                                     | Adria Mobil                                                                           | Slovénie                                                                              | 5                                                                                     |
| 6                                                                                     | Rally                                                                                 | États-Unis                                                                            | 5                                                                                     |
|                                                                                       | Top sept du Challenge Emilia Romagna Beghelli à l'issue de la 1re manche              |                                                                                       |                                                                                       |

Toutes les autres équipes ayants participé à cette Semaine internationale Coppi et Bartali sont ex-aqueo à la huitième place avec 3 points excepté l'Équipe nationale d'Italie qui ne figure pas dans le classement.

### UCI Europe Tour
Cette Semaine internationale Coppi et Bartali attribue des points pour l'UCI Europe Tour 2016, y compris aux coureurs faisant partie d'une équipe ayant un label WorldTeam. De plus la course donne le même nombre de points individuellement à tous les coureurs pour le Classement mondial UCI 2016.
| Position           | 1er | 2e | 3e | 4e | 5e | 6e | 7e | 8e | 9e | 10e | 11e | 12e | 13e à 15e | 16e à 25e |
| Classement général | 125 | 85 | 70 | 60 | 50 | 40 | 35 | 30 | 25 | 20  | 15  | 10  | 5         | 3         |
| Par étape          | 14  | 5  | 3  |    |    |    |    |    |    |     |     |     |           |           |
| Leader, par étape  | 3   |    |    |    |    |    |    |    |    |     |     |     |           |           |

| Cycliste           | Équipe                      | Général | Étape | Leader | Total |
| ------------------ | --------------------------- | ------- | ----- | ------ | ----- |
| Sergey Firsanov    | Gazprom-RusVelo             | 125     | 14    | 6      | 145   |
| Mauro Finetto      | Unieuro Wilier              | 85      | 9,5   | -      | 94,5  |
| Stefano Pirazzi    | Bardiani CSF                | 60      | 14    | -      | 74    |
| Gianni Moscon      | Sky                         | 70      | 3     | -      | 73    |
| Sebastián Henao    | Sky                         | 50      | -     | -      | 50    |
| Giulio Ciccone     | Bardiani CSF                | 40      | -     | -      | 40    |
| Matteo Busato      | Southeast-Venezuela         | 35      | -     | -      | 35    |
| Rinaldo Nocentini  | Équipe nationale d'Italie   | 30      | -     | -      | 30    |
| Eliot Lietaer      | Topsport Vlaanderen-Baloise | 25      | -     | -      | 25    |
| Mikel Landa        | Sky                         | 15      | 5     | -      | 20    |
| Rodolfo Torres     | Androni Giocattoli-Sidermec | 20      | -     | -      | 20    |
| Manuel Belletti    | Southeast-Venezuela         | -       | 14    | 3      | 17    |
| Jakub Mareczko     | Équipe nationale d'Italie   | -       | 14    | -      | 14    |
| Artur Ershov       | Gazprom-RusVelo             | -       | 7     | 3      | 10    |
| Clemens Fankhauser | Tirol                       | 10      | -     | -      | 10    |
| Mattia Gavazzi     | Amore & Vita-Selle SMP      | -       | 8     | -      | 8     |
| Artem Ovechkin     | Gazprom-RusVelo             | -       | 7     | -      | 7     |
| Alexander Serov    | Gazprom-RusVelo             | -       | 7     | -      | 7     |
| Kirill Sveshnikov  | Gazprom-RusVelo             | -       | 7     | -      | 7     |
| Floris De Tier     | Topsport Vlaanderen-Baloise | 5       | -     | -      | 5     |
| Matija Kvasina     | Synergy Baku Project        | 5       | -     | -      | 5     |
| Matteo Pelucchi    | Équipe nationale d'Italie   | -       | 5     | -      | 5     |
| Antonio Santoro    | Meridiana Kamen             | 5       | -     | -      | 5     |
| Egan Bernal        | Androni Giocattoli-Sidermec | 3       | -     | -      | 3     |
| Danilo Celano      | Amore & Vita-Selle SMP      | 3       | -     | -      | 3     |
| Luca Chirico       | Bardiani CSF                | 3       | -     | -      | 3     |
| Paolo Ciavatta     | D'Amico Bottecchia          | 3       | -     | -      | 3     |
| Scott Davies       | Wiggins                     | 3       | -     | -      | 3     |
| Pierpaolo Ficara   | Amore & Vita-Selle SMP      | 3       | -     | -      | 3     |
| Francesco Gavazzi  | Androni Giocattoli-Sidermec | 3       | -     | -      | 3     |
| Jure Golčer        | Adria Mobil                 | 3       | -     | -      | 3     |
| Daniel Martínez    | Southeast-Venezuela         | 3       | -     | -      | 3     |
| Domen Novak        | Adria Mobil                 | 3       | -     | -      | 3     |
| Ioánnis Tamourídis | Synergy Baku Project        | -       | 3     | -      | 3     |
| Jesse Anthony      | Rally                       | -       | 2,5   | -      | 2,5   |
| Evan Huffman       | Rally                       | -       | 2,5   | -      | 2,5   |
| Giovanni Carboni   | Unieuro Wilier              | -       | 1,5   | -      | 1,5   |
| Davide Plebani     | Unieuro Wilier              | -       | 1,5   | -      | 1,5   |

## Évolution des classements
| Étape              | Vainqueur          | Classement général | Classement par points | Classement de la montagne | Classement du meilleur jeune | Classement par équipes |
| ------------------ | ------------------ | ------------------ | --------------------- | ------------------------- | ---------------------------- | ---------------------- |
| 1a                 | Manuel Belletti    | Manuel Belletti    | Manuel Belletti       | Vitaliy Buts              | Davide Plebani               | Southeast-Venezuela    |
| 1b                 | Gazprom-RusVelo A  | Artur Ershov       | Manuel Belletti       | Vitaliy Buts              | Davide Plebani               | Gazprom-RusVelo        |
| 2                  | Sergey Firsanov    | Sergey Firsanov    | Sergey Firsanov       | Kirill Pozdnyakov         | Domen Novak                  | Sky                    |
| 3                  | Jakub Mareczko     | Sergey Firsanov    | Mattia Gavazzi        | Kirill Pozdnyakov         | Domen Novak                  | Sky                    |
| 4                  | Stefano Pirazzi    | Sergey Firsanov    | Mauro Finetto         | Sergey Firsanov           | Egan Bernal                  | Sky                    |
| Classements finals | Classements finals | Sergey Firsanov    | Mauro Finetto         | Sergey Firsanov           | Egan Bernal                  | Sky                    |

## Liste des participants
- Liste de départ complète

| Légende                             | Légende                                                                                                  | Légende                                | Légende                                                                                                  |
| ----------------------------------- | --- | -------------------------------------- | --- |
| Num                                 | Dossard de départ porté par le coureur sur cette Semaine internationale Coppi et Bartali                 | Pos                                    | Position finale au classement général                                                                    |
| Leader du classement général        | Indique le vainqueur du classement général                                                               | Leader du classement par points        | Indique le vainqueur du classement par points                                                            |
| Leader du classement de la montagne | Indique le vainqueur du classement de la montagne                                                        | Leader du classement du meilleur jeune | Indique le vainqueur du classement du meilleur jeune                                                     |
|                                     | Indique un maillot de champion national ou mondial, suivi de sa spécialité                               | #                                      | Indique la meilleure équipe                                                                              |
| NP                                  | Indique un coureur qui n'a pas pris le départ d'une étape, suivi du numéro de l'étape où il s'est retiré | AB                                     | Indique un coureur qui n'a pas terminé une étape, suivi du numéro de l'étape où il s'est retiré          |
| HD                                  | Indique un coureur qui a terminé une étape hors des délais, suivi du numéro de l'étape                   | *                                      | Indique un coureur en lice pour le classement du meilleur jeune (coureurs nés après le 1er janvier 1995) |

| Équipe nationale d'Italie ITA      | Équipe nationale d'Italie ITA | Équipe nationale d'Italie ITA |
| ---------------------------------- | ----------------------------- | ----------------------------- |
| Num                                | Coureur                       | Pos                           |
| 1                                  | Rinaldo Nocentini (ITA)       | 8e                            |
| 2                                  | Matteo Pelucchi (ITA)         | AB-4                          |
| 3                                  | Edward Ravasi (ITA)           | AB-4                          |
| 4                                  | Filippo Ganna (ITA)*          | 119e                          |
| 5                                  | Marco Maronese (ITA)          | 117e                          |
| 6                                  | Filippo Fiorelli (ITA)        | 90e                           |
| 7                                  | Francesco Rosa (ITA)          | 112e                          |
| 8                                  | Francesco Lamon (ITA)         | AB-1a                         |
| Directeur sportif : Davide Cassani |                               |                               |

| Sky # SKY                             | Sky # SKY                | Sky # SKY |
| ------------------------------------- | ------------------------ | --------- |
| Num                                   | Coureur                  | Pos       |
| 11                                    | Philip Deignan (IRL)     | 54e       |
| 12                                    | Sebastián Henao (COL)    | 5e        |
| 13                                    | Mikel Landa (ESP)        | 11e       |
| 14                                    | David López García (ESP) | 35e       |
| 15                                    | Gianni Moscon (ITA)      | 3e        |
| 16                                    | Alex Peters (GBR)        | 47e       |
| 17                                    | Danny van Poppel (NED)   | AB-2      |
| 18                                    | Xabier Zandio (ESP)      | AB-4      |
| Directeur sportif : Kurt Asle Arvesen |                          |           |

| Southeast-Venezuela STH         | Southeast-Venezuela STH   | Southeast-Venezuela STH |
| ------------------------------- | ------------------------- | ----------------------- |
| Num                             | Coureur                   | Pos                     |
| 21                              | Manuel Belletti (ITA)     | NP-4                    |
| 22                              | Matteo Busato (ITA)       | 7e                      |
| 23                              | Samuele Conti (ITA)       | AB-4                    |
| 24                              | Andrea Fedi (ITA)         | 26e                     |
| 25                              | Daniel Martínez (COL)*    | 22e                     |
| 26                              | Cristian Rodríguez (ESP)* | 33e                     |
| 27                              | Julen Amézqueta (ESP)     | AB-4                    |
| 28                              | Jakub Mareczko (ITA)      | NP-4                    |
| Directeur sportif : Luca Scinto |                           |                         |

| Androni Giocattoli-Sidermec AND     | Androni Giocattoli-Sidermec AND | Androni Giocattoli-Sidermec AND |
| ----------------------------------- | ------------------------------- | ------------------------------- |
| Num                                 | Coureur                         | Pos                             |
| 31                                  | Franco Pellizotti (ITA)         | NP-1b                           |
| 32                                  | Francesco Chicchi (ITA)         | AB-4                            |
| 33                                  | Egan Bernal (COL)*              | 17e                             |
| 34                                  | Marco Frapporti (ITA)           | 49e                             |
| 35                                  | Francesco Gavazzi (ITA)         | 24e                             |
| 36                                  | Mirko Selvaggi (ITA)            | AB-4                            |
| 37                                  | Alessio Taliani (ITA)           | AB-1a                           |
| 38                                  | Rodolfo Torres (COL)            | 10e                             |
| Directeur sportif : Giovanni Ellena |                                 |                                 |

| Bardiani CSF BAR                      | Bardiani CSF BAR       | Bardiani CSF BAR |
| ------------------------------------- | ---------------------- | ---------------- |
| Num                                   | Coureur                | Pos              |
| 41                                    | Mirco Maestri (ITA)    | NP-2             |
| 42                                    | Giulio Ciccone (ITA)   | 6e               |
| 43                                    | Stefano Pirazzi (ITA)  | 4e               |
| 44                                    | Simone Andreetta (ITA) | 45e              |
| 45                                    | Paolo Simion (ITA)     | NP-2             |
| 46                                    |                        |                  |
| 47                                    | Simone Sterbini (ITA)  | 103e             |
| 48                                    | Luca Chirico (ITA)     | 25e              |
| Directeur sportif : Roberto Reverberi |                        |                  |

| Gazprom-RusVelo GAZ                       | Gazprom-RusVelo GAZ        | Gazprom-RusVelo GAZ |
| ----------------------------------------- | -------------------------- | ------------------- |
| Num                                       | Coureur                    | Pos                 |
| 51                                        | Alexandr Kolobnev (RUS)    | 29e                 |
| 52                                        | Sergey Firsanov (RUS)      | 1er                 |
| 53                                        | Alexander Serov (RUS)      | AB-4                |
| 54                                        | Artur Ershov (RUS)         | 91e                 |
| 55                                        | Alexander Foliforov (RUS)  | 38e                 |
| 56                                        | Artem Ovechkin (RUS) (Clm) | AB-4                |
| 57                                        | Kirill Sveshnikov (RUS)    | AB-4                |
| 58                                        | Ildar Arslanov (RUS)       | 40e                 |
| Directeur sportif : Aliaksandr Kuschynski |                            |                     |

| Nippo-Vini Fantini NIP               | Nippo-Vini Fantini NIP         | Nippo-Vini Fantini NIP |
| ------------------------------------ | ------------------------------ | ---------------------- |
| Num                                  | Coureur                        | Pos                    |
| 61                                   | Damiano Cunego (ITA)           | 28e                    |
| 62                                   | Grega Bole (SLO)               | 51e                    |
| 63                                   | Giacomo Berlato (ITA)          | AB-4                   |
| 64                                   | Daniele Colli (ITA)            | AB-4                   |
| 65                                   | Kazushige Kuboki (JPN) (Route) | AB-4                   |
| 66                                   | Antonio Nibali (ITA)           | 75e                    |
| 67                                   | Genki Yamamoto (JPN)           | AB-4                   |
| 68                                   | Alessandro Bisolti (ITA)       | 42e                    |
| Directeur sportif : Stefano Giuliani |                                |                        |

| Synergy Baku Project BCP            | Synergy Baku Project BCP        | Synergy Baku Project BCP |
| ----------------------------------- | ------------------------------- | ------------------------ |
| Num                                 | Coureur                         | Pos                      |
| 71                                  | Maksym Averin (AZE) (Route/Clm) | NP-4                     |
| 72                                  | Matej Mugerli (SLO)             | 39e                      |
| 73                                  | Matija Kvasina (CRO) (Clm)      | 15e                      |
| 74                                  | Kirill Pozdnyakov (RUS)         | 57e                      |
| 75                                  | Elchin Asadov (AZE)             | 94e                      |
| 76                                  | Ioánnis Tamourídis (GRE) (Clm)  | 81e                      |
| 77                                  | Oleksandr Surutkovych (UKR)     | 92e                      |
| 78                                  | Josip Rumac (CRO)               | NP-4                     |
| Directeur sportif : Andrej Hauptman |                                 |                          |

| Topsport Vlaanderen-Baloise TSV    | Topsport Vlaanderen-Baloise TSV | Topsport Vlaanderen-Baloise TSV |
| ---------------------------------- | ------------------------------- | ------------------------------- |
| Num                                | Coureur                         | Pos                             |
| 81                                 | Floris De Tier (BEL)            | 13e                             |
| 82                                 | Kenny De Ketele (BEL)           | AB-2                            |
| 83                                 | Eliot Lietaer (BEL)             | 9e                              |
| 84                                 | Ruben Pols (BEL)                | AB-4                            |
| 85                                 |                                 |                                 |
| 86                                 | Dries Van Gestel (BEL)          | AB-4                            |
| 87                                 | Otto Vergaerde (BEL)            | AB-4                            |
| 88                                 | Jens Wallays (BEL)              | AB-4                            |
| Directeur sportif : Andy Missotten |                                 |                                 |

| Wiggins WGN                    | Wiggins WGN          | Wiggins WGN |
| ------------------------------ | -------------------- | ----------- |
| Num                            | Coureur              | Pos         |
| 91                             |                      |             |
| 92                             | Samuel Lowe (GBR)    | 111e        |
| 93                             | Liam Holohan (GBR)   | 69e         |
| 94                             | James Knox (GBR)*    | 37e         |
| 95                             | Mark Christian (GBR) | 32e         |
| 96                             | Daniel Pearson (GBR) | 67e         |
| 97                             | Jake Kelly (GBR)*    | AB-4        |
| 98                             | Scott Davies (GBR)*  | 23e         |
| Directeur sportif : Simon Cope |                      |             |

| D'Amico Bottecchia AZT            | D'Amico Bottecchia AZT   | D'Amico Bottecchia AZT |
| --------------------------------- | ------------------------ | ---------------------- |
| Num                               | Coureur                  | Pos                    |
| 101                               | Francesco Baldi (ITA)*   | AB-4                   |
| 102                               | Iltjan Nika (ALB)*       | AB-4                   |
| 103                               | Fabio Chinello (ITA)     | 98e                    |
| 104                               | Paolo Ciavatta (ITA)     | 21e                    |
| 105                               | Nicola Genovese (ITA)    | AB-4                   |
| 106                               | Antonio Parrinello (ITA) | 48e                    |
| 107                               | Marco Tizza (ITA)        | 71e                    |
| 108                               | Fabio Tommassini (ITA)   | AB-4                   |
| Directeur sportif : Massimo Codol |                          |                        |

| Cycling Academy CAT                | Cycling Academy CAT            | Cycling Academy CAT |
| ---------------------------------- | ------------------------------ | ------------------- |
| Num                                | Coureur                        | Pos                 |
| 111                                | Guillaume Boivin (CAN) (Route) | NP-4                |
| 112                                | Chris Butler (cyclisme) (USA)  | 31e                 |
| 113                                | Wojciech Migdał (POL)          | AB-4                |
| 114                                | Guy Sagiv (ISR) (Route)        | AB-4                |
| 115                                | Marko Pavlic (SLO)             | 80e                 |
| 116                                | Emanuel Piaskowy (POL)         | 64e                 |
| 117                                | Mihkel Räim (EST)              | 95e                 |
| 118                                | Daniel Turek (CZE)             | 61e                 |
| Directeur sportif : Nicki Sørensen |                                |                     |

| GM Europa Ovini GME                 | GM Europa Ovini GME       | GM Europa Ovini GME |
| ----------------------------------- | ------------------------- | ------------------- |
| Num                                 | Coureur                   | Pos                 |
| 121                                 | Filippo Fortin (ITA)      | AB-4                |
| 122                                 | Ivan Balykin (RUS)        | 72e                 |
| 123                                 | Davide Pacchiardo (ITA)   | 52e                 |
| 124                                 | Matteo Rotondi (ITA)*     | 102e                |
| 125                                 | Federico Burchio (ITA)*   | 115e                |
| 126                                 | José Márquez Romero (ESP) | 68e                 |
| 127                                 | Andrea Ruscetta (ITA)     | 83e                 |
| 128                                 | Federico Borella (ITA)    | AB-2                |
| Directeur sportif : Dario Andriotto |                           |                     |

| Norda-MG.Kvis NMG                   | Norda-MG.Kvis NMG             | Norda-MG.Kvis NMG |
| ----------------------------------- | ----------------------------- | ----------------- |
| Num                                 | Coureur                       | Pos               |
| 131                                 | Gian Marco Di Francesco (ITA) | 110e              |
| 132                                 | Nicola Gaffurini (ITA)        | 44e               |
| 133                                 | Michele Gazzara (ITA)         | 30e               |
| 134                                 | Matteo Occhialini (ITA)*      | AB-2              |
| 135                                 | Niccolò Salvietti (ITA)       | 96e               |
| 136                                 | Michele Scartezzini (ITA)     | 88e               |
| 137                                 | Evgeny Zverkov (RUS)          | 118e              |
| 138                                 | Raffaele Radice (ITA)*        | AB-4              |
| Directeur sportif : Maurizio Frizzo |                               |                   |

| Meridiana Kamen MKT                     | Meridiana Kamen MKT               | Meridiana Kamen MKT |
| --------------------------------------- | --------------------------------- | ------------------- |
| Num                                     | Coureur                           | Pos                 |
| 141                                     | Elia Favilli (ITA)                | 62e                 |
| 142                                     | Antonio Santoro (ITA)             | 14e                 |
| 143                                     | Michele Viola (ITA)               | 74e                 |
| 144                                     | Emanuel Kišerlovski (CRO) (Route) | 60e                 |
| 145                                     | Davide Mucelli (ITA)              | NP-1                |
| 146                                     | Mateo Franković (CRO)             | 87e                 |
| 148                                     | David Jabuka (CRO)*               | AB-4                |
| 149                                     | Uroš Repše (SLO)                  | 108e                |
| Directeur sportif : Mariano Giallorenzo |                                   |                     |

| Unieuro Wilier UNI               | Unieuro Wilier UNI        | Unieuro Wilier UNI |
| -------------------------------- | ------------------------- | ------------------ |
| Num                              | Coureur                   | Pos                |
| 151                              | Davide Plebani (ITA)*     | AB-4               |
| 152                              | Giovanni Carboni (ITA)*   | 66e                |
| 153                              | Mattia Frapporti (ITA)    | AB-4               |
| 154                              | Enrico Salvador (ITA)     | AB-4               |
| 155                              | Mauro Finetto (ITA)       | 2e                 |
| 156                              | Alessandro Malaguti (ITA) | 86e                |
| 157                              | Simone Ravanelli (ITA)*   | 76e                |
| 158                              | Marco Tecchio (ITA)       | 43e                |
| Directeur sportif : Marco Milesi |                           |                    |

| Christina Jewelry SGT             | Christina Jewelry SGT     | Christina Jewelry SGT |
| --------------------------------- | ------------------------- | --------------------- |
| Num                               | Coureur                   | Pos                   |
| 161                               | Stefan Schumacher (GER)   | 53e                   |
| 162                               | Julian Schulze (GER)*     | AB-4                  |
| 163                               | Till Drobisch (NAM) (Clm) | AB-2                  |
| 164                               | Kai Kautz (GER)           | AB-4                  |
| 165                               | Florian Nowak (GER)*      | 122e                  |
| 166                               | Georg Loef (GER)          | 121e                  |
| 167                               | Joshua Stritzinger (GER)* | AB-1a                 |
| 168                               | Mathias Krigbaum (DEN)*   | AB-2                  |
| Directeur sportif : Lavio Siviero |                           |                       |

| Tirol TIR                         | Tirol TIR                   | Tirol TIR |
| --------------------------------- | --------------------------- | --------- |
| Num                               | Coureur                     | Pos       |
| 171                               | Patrick Bosman (AUT)        | AB-4      |
| 172                               | Florian Schipflinger (AUT)* | 107e      |
| 173                               | Clemens Fankhauser (AUT)    | 12e       |
| 174                               | Sebastian Schönberger (AUT) | AB-4      |
| 175                               | Martin Weiss (AUT)          | 97e       |
| 176                               | Alexander Wachter (AUT)*    | AB-4      |
| 177                               | Dennis Paulus (AUT)         | AB-4      |
| 178                               | Mario Stock (AUT)*          | AB-4      |
| Directeur sportif : Srečko Glivar |                             |           |

| Skydive Dubai-Al Ahli Club SKD    | Skydive Dubai-Al Ahli Club SKD   | Skydive Dubai-Al Ahli Club SKD |
| --------------------------------- | -------------------------------- | ------------------------------ |
| Num                               | Coureur                          | Pos                            |
| 181                               | Ivan Santaromita (ITA)           | 27e                            |
| 182                               | Maher Hasnaoui (TUN)             | AB-4                           |
| 183                               | Xhuliano Kamberaj (ALB)          | AB-4                           |
| 184                               | Soufiane Haddi (MAR) (Route/Clm) | 116e                           |
| 185                               | Marlen Zmorka (UKR)              | AB-4                           |
| 186                               | Andrea Palini (ITA)              | AB-4                           |
| 187                               | Francisco Mancebo (ESP)          | 85e                            |
| 188                               | Edgar Pinto (POR)                | 50e                            |
| Directeur sportif : Alberto Volpi |                                  |                                |

| Amore & Vita-Selle SMP AMO            | Amore & Vita-Selle SMP AMO | Amore & Vita-Selle SMP AMO |
| ------------------------------------- | -------------------------- | -------------------------- |
| Num                                   | Coureur                    | Pos                        |
| 191                                   | Mattia Gavazzi (ITA)       | AB-4                       |
| 192                                   | Eugenio Bani (ITA)         | 113e                       |
| 193                                   | Marco Zamparella (ITA)     | 58e                        |
| 194                                   | Paolo Lunardon (ITA)       | 120e                       |
| 195                                   | Pierpaolo Ficara (ITA)     | 16e                        |
| 196                                   | Danilo Celano (ITA)        | 20e                        |
| 197                                   | Redi Halilaj (ALB) (Route) | 77e                        |
| 198                                   | Uri Martins (MEX)          | 55e                        |
| Directeur sportif : Maurizio Giorgini |                            |                            |

| Adria Mobil ADR                    | Adria Mobil ADR        | Adria Mobil ADR |
| ---------------------------------- | ---------------------- | --------------- |
| Num                                | Coureur                | Pos             |
| 201                                | Jure Golčer (SLO)      | 19e             |
| 202                                | Kristjan Fajt (SLO)    | 65e             |
| 203                                | Radoslav Rogina (CRO)  | 34e             |
| 204                                | Domen Novak (SLO)*     | 18e             |
| 205                                | Matej Drinovec (SLO)   | 100e            |
| 206                                | Matej Mesojedec (SLO)* | AB-4            |
| 207                                | Jon Božič (SLO)*       | 99e             |
| 208                                | Gorazd Per (SLO)*      | 101e            |
| Directeur sportif : Boštjan Mervar |                        |                 |

| Trefor TTF                              | Trefor TTF                   | Trefor TTF |
| --------------------------------------- | ---------------------------- | ---------- |
| Num                                     | Coureur                      | Pos        |
| 211                                     | Mads Würtz Schmidt (DEN)     | AB-4       |
| 212                                     | Andreas Hyldgaard (DEN)*     | AB-4       |
| 213                                     | Mads Rahbek (DEN)*           | 93e        |
| 214                                     | Mark Sehested Pedersen (DEN) | 104e       |
| 215                                     | Daniel Foder (DEN)           | 109e       |
| 216                                     | Niklas Eg (DEN)*             | 70e        |
| 217                                     | Thomas Riis (en) (DEN)       | 82e        |
| 218                                     | Christian Jørgensen (DEN)    | AB-4       |
| Directeur sportif : Ricky Enø Jørgensen |                              |            |

| Rally RLY                                    | Rally RLY           | Rally RLY |
| -------------------------------------------- | ------------------- | --------- |
| Num                                          | Coureur             | Pos       |
| 221                                          | Jesse Anthony (USA) | AB-4      |
| 222                                          | Rob Britton (CAN)   | AB-4      |
| 223                                          | Adam de Vos (CAN)   | AB-4      |
| 224                                          | Evan Huffman (USA)  | 79e       |
| 225                                          | Eric Young (USA)    | AB-2      |
| 226                                          | Pierrick Naud (CAN) | AB-4      |
| 227                                          | Tom Zirbel (USA)    | AB-4      |
| 228                                          | Danny Pate (USA)    | 63e       |
| Directeur sportif : Jonathan Patrick McCarty |                     |           |

| Kolss-BDC KLS                         | Kolss-BDC KLS                    | Kolss-BDC KLS |
| ------------------------------------- | -------------------------------- | ------------- |
| Num                                   | Coureur                          | Pos           |
| 231                                   | Mykhailo Kononenko (UKR) (Route) | 105e          |
| 232                                   | Vitaliy Buts (UKR)               | 59e           |
| 233                                   | Oleksandr Polivoda (UKR)         | 78e           |
| 234                                   | Sergiy Lagkuti (UKR) (Clm)       | 41e           |
| 235                                   | Andrii Bratashchuk (UKR)         | 89e           |
| 236                                   | Andriy Vasylyuk (UKR)            | 73e           |
| 237                                   | Oleksandr Prevar (UKR)           | 56e           |
| 238                                   | Matteo Spreafico (ITA)           | 46e           |
| Directeur sportif : Andriy Pryshchepa |                                  |               |

| Dimension Data-Qhubeka DDC         | Dimension Data-Qhubeka DDC     | Dimension Data-Qhubeka DDC |
| ---------------------------------- | ------------------------------ | -------------------------- |
| Num                                | Coureur                        | Pos                        |
| 241                                | Jayde Julius (RSA)             | 84e                        |
| 242                                | Keagan Girdlestone (en) (RSA)* | NP-1b                      |
| 243                                | Stefan de Bod (RSA)*           | 114e                       |
| 244                                | Metkel Eyob (ERI)              | AB-4                       |
| 245                                | Ryan Gibbons (RSA)             | 106e                       |
| 246                                | Shameeg Salie (RSA)*           | NP-3                       |
| 247                                | Amanuel Gebrezgabihier (ERI)   | 36e                        |
| 248                                |                                |                            |
| Directeur sportif : Kevin Campbell |                                |                            |